# الدعارة في أرمينيا
تُعتبر الدعارة في أرمينيا غير قانونية بموجب القانون الإداري (المادة رقم 179.1). ويحظر القانون الجنائي النشاطات المرتبطة بالدعارة مثل الإشراف على دور الدعارة والقوادة، ومع ذلك فمن المعروف وجود دور دعارة في العاصمة يريفان وغيومري. ووفقاً لليونسكو، فقد شهدت الدعارة نمواً ملحوظاً في البلاد منذ انهيار الاتحاد السوفيتي عام 1991. توجد حوالي 5,600 امرأة تعمل في مجال الدعارة بأرمينيا، وتوجد 1,500 منهن تقريباً في يريفان. ولكن إحصائيات الشرطة المحلية أقل بكثير؛ فمثلاً أدعت السلطات أن عددهن بلغ 240 عام 2012. وبالمقابل، تتسامح الشرطة المحلية وغيرها من الجهات الحكومية مع الدعارة بصورة متكررة. وتلجأ كثير من النساء إلى امتهان الدعارة بسبب انتشار البطالة.
تعد دعارة الأطفال إحدى المشاكل التي تواجهها البلاد، ولكن السلطات تنكر وجودها. كما يمثل الاتجار بالجنس مشكلة أيضاً.

## التاريخ
أصبحت الدعارة قانونية ومنظمة في أرمينيا خلال مطلع القرن العشرين. وكان الهدف الرئيسي من تنظيمها هو السيطرة واحتواء الأمراض المنقولة جنسياً.
استطاعت النساء فوق سن 35 عاماً افتتاح دور الدعارة الخاصة بهن حينها، وذلك شريطة أن يبعد الدار مسافة لا تقل عن 320 متراً عن الكنائس والمدارس وغيرها من المنشآت العامة. ويجب على المالِكات عدم الانخراط بالدعارة. وتستطيع المالِكات أخذ حد أقصاه عند نسبة 3/4 من ما تجنيه العاهرات اللواتي يعملن لدى إحدى المالِكات.
ما زال من الممكن ملاحظة نقش منحوت لصورة امرأة عارية على واجهة دار دعارة سابق يقع في شارع تيريان بالعاصمة الأرمينية.
لم تتواجد الدعارة بصورة رسمية في البلاد خلال الفترة الأعظم من الحقبة السوفيتية. وكانت العاهرات تُرسل إلى معسكرات خاصة للعمال وذلك بغية «إعادة تثقيفهن» تبعاً لما أدعته الحكومة حينها. ولم يجري تضمين القانون الإداري الذي فرض منعاً قانونياً على الدعارة في البلاد إلّا في عام 1987.

## دعوات للتشريع
نُقِلَ عن رئيس المركز الطبي العلمي لطب الجلد والأمراض المعدية سامفيل هوفهانيسيان قوله في شهر يونيو عام 2015: «إن تشريع الدعارة في أرمينيا قد يؤدي إلى انخفاض معدلات الإصابة بالأمراض المنقولة جنسياً بنسبة 60%». كما وقال أنه يجب على ما وصفه بالـ«المهنة القديمة» الخضوع لرقابة حكومية صارمة.
كما دعا آرتور ساكونتس رئيس مكتب وانادزور في جمعية مواطنو هلسنكي لحقوق الإنسان في أوروبا عام 2016 إلى رفع الحظر القانوني عن الدعارة وتنظيمها. وقال إن الضرائب التي سيدفعها العاملون بالجنس ستستفيد البلد منها وأردف قائلاً: «لا ينبغي اعتبار الخدمات الجنسية المدفوعة من الأفعال التي يترتب عليها العقاب، ولا يجب المحاكمة بسببها حتى لا تقع في أيدي الجماعات الإجرامية المنظمة التي يمكن أن تجعل من [العاملين بالجنس] ضحايا للاتجار الداخلي».
دعا رئيس الوزراء السابق هرانت باغراتيان المنتمي لحزب الديمقراطيين الجدد في الفترة التي سبقت إجراء الانتخابات البرلمانية الأرمينية عام 2017 إلى تشريع الدعارة وترخيصها لما سيعود على خزينة الحكومة من عائد الضرائب التي سيسددها العاملين بهذا المجال.

## الاتّجار الجنسي
صنّف مكتب مراقبة ومحاربة الاتّجار بالبشر التابع لوزارة الخارجية الأمريكية أرمينيا من الفئة الأولى على تقريرها حول الاتّجار بالبشر الصادر عام 2017. تعد أرمينيا مصدراً للنساء والأطفال الذين يجري الاتّجار بهم بغرض الاستغلال الجنسي. وتخضع النساء والأطفال الأرمينيات للاتّجار بهم في بلدهم الأم وفي تركيا والإمارات العربية المتحدة. كما تم تسجيل حوادث للاتجار بنساء صينيات في أرمينيا. ويمثّل القاصرون الذين يعيشون في هيئات العناية بالأطفال الفئة الأكثر عرضةً للاتّجار. كما أن اللاجئون المهجرون بفعل الصراعات ومنهم الأرمن السوريون الذين هربوا إلى أرمينيا نتيجة الحرب الأهلية السورية هم جميعاً عرضة للاتّجار الجنسي أكثر من غيرهم.